# Панасовка (Харьковская область)
Панасовка (укр. Панасівка), село,
Покровский сельский совет,
Коломакский район,
Харьковская область.
Код КОАТУУ — 6323280305. Население по переписи 2001 года составляет 150 (63/87 м/ж) человек.

## Географическое положение
Село Панасовка находится на расстоянии в 2 км от сёл Покровка, Трудолюбовка, Цепочкино, Гладковка. На расстоянии в 1 км расположена железнодорожная станция Панасовка.
В селе небольшой пруд.

## История
- 1775 — дата основания.

## Экономика
- Молочно-товарная ферма.